# Graur cu creștet alb
Graurul cu creștet alb (Lamprotornis albicapillus) este membru al familiei graurilor, Sturnidae. Se gsește în Djibouti, Etiopia, Kenya și Somalia.

## Galerie

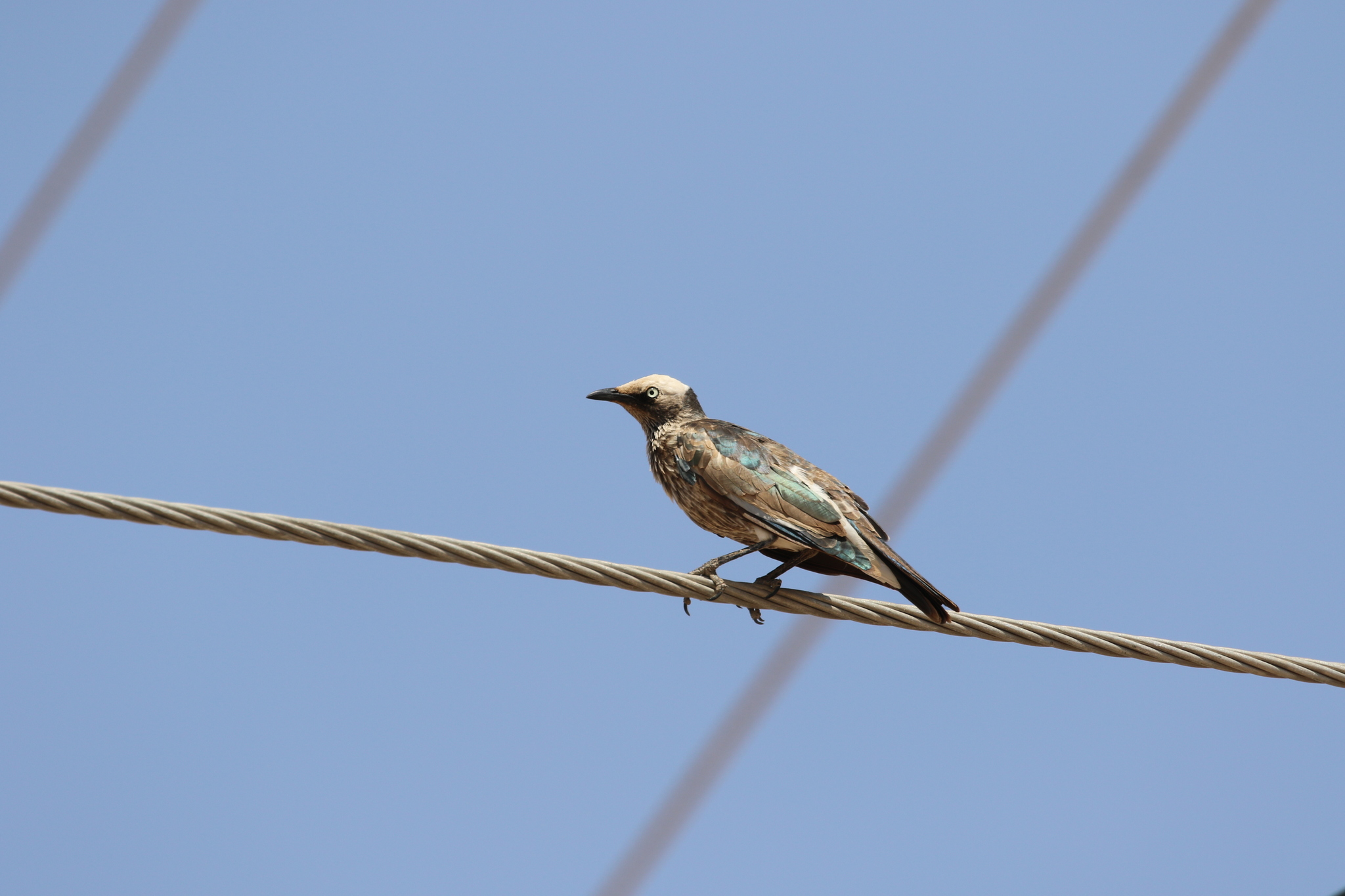
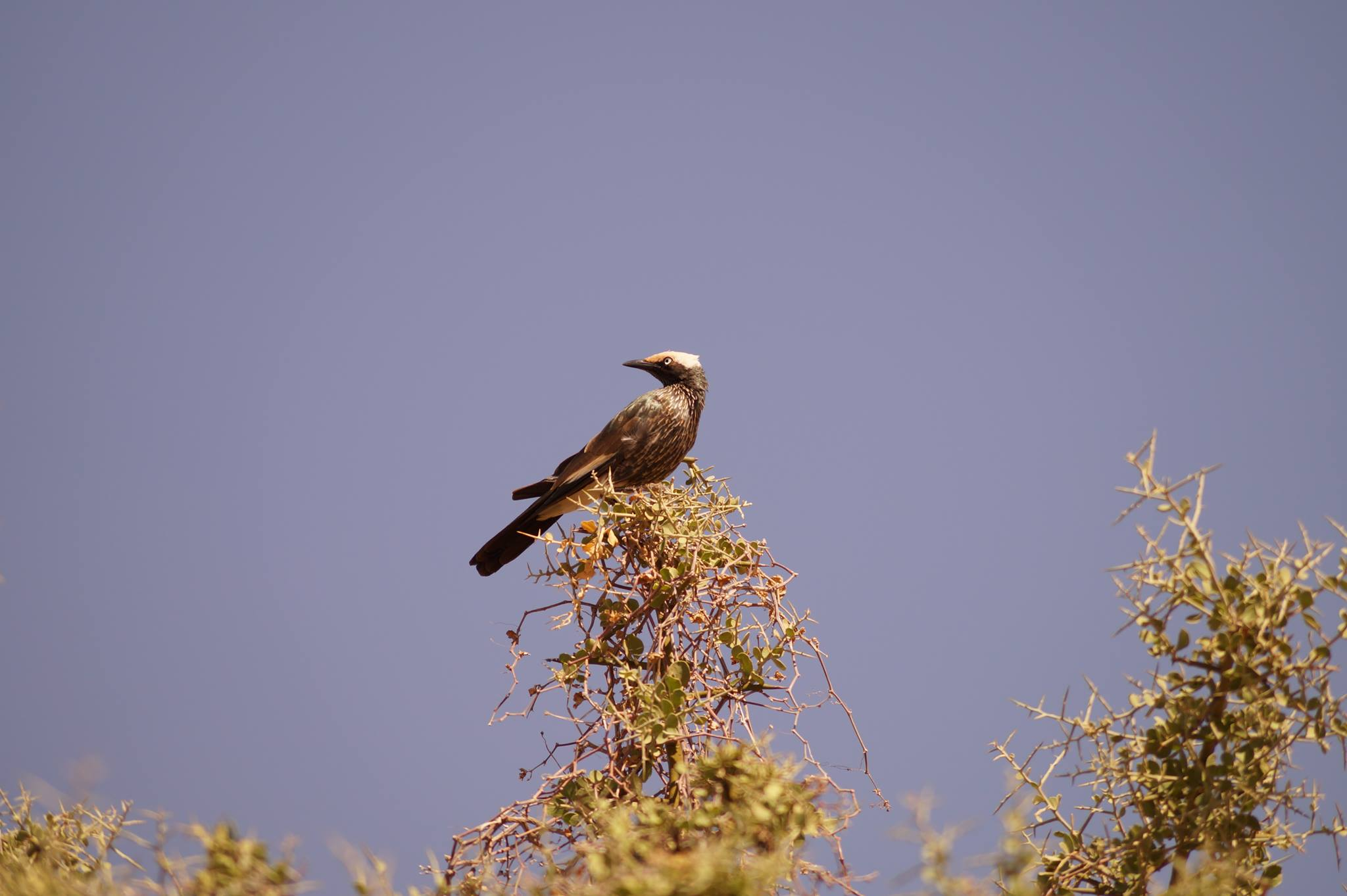
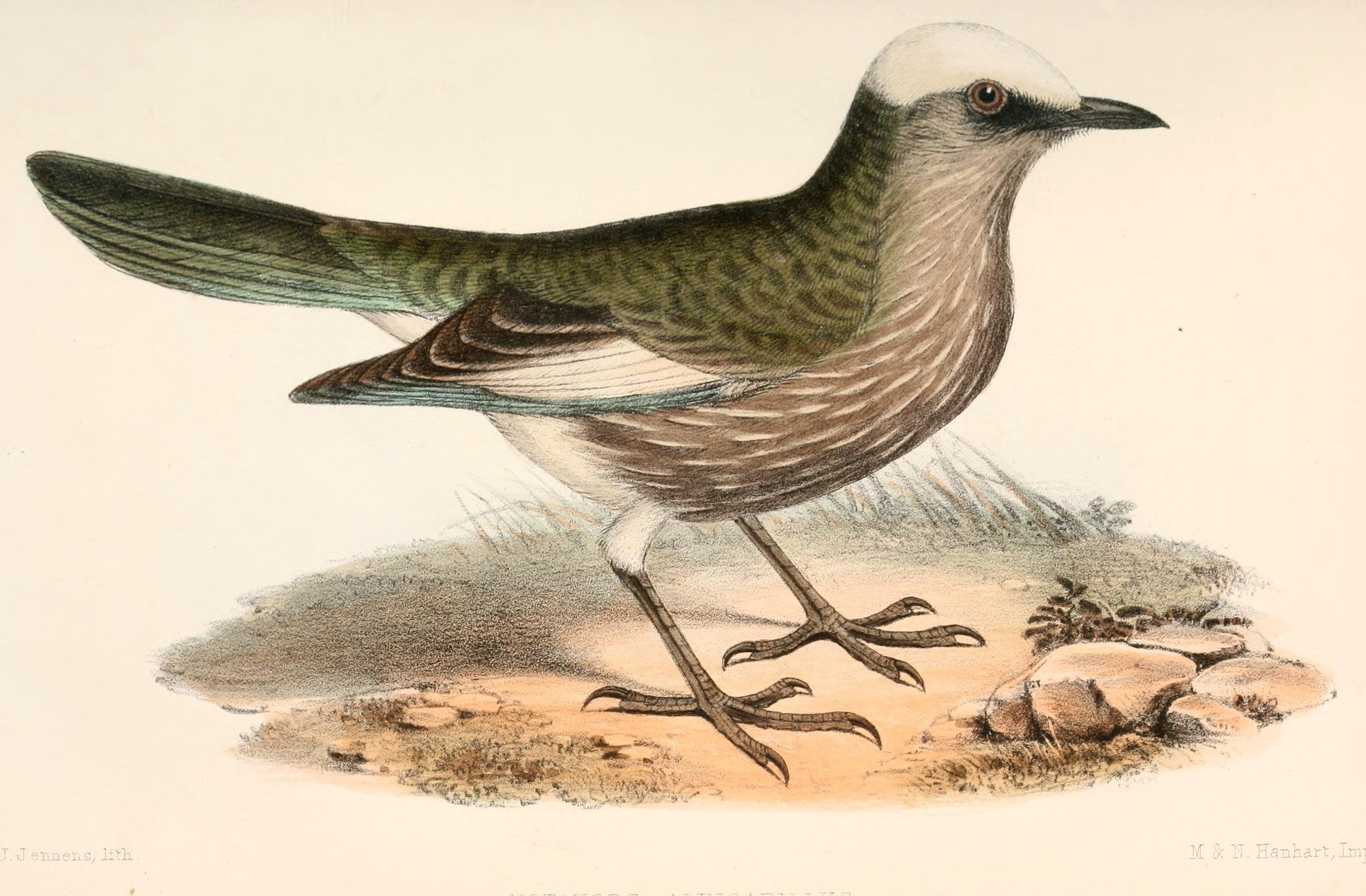